# فرشتگان چارلی: موسیقی متن سینمایی اصلی
فرشتگان چارلی: موسیقی متن سینمایی اصلی (انگلیسی: Charlie's Angels: Original Motion Picture Soundtrack) موسیقی متن فیلم فرشتگان چارلی (۲۰۱۹) بر پایه مجموعه‌های تلویزیونی به همین نام است که توسط ایوان گاف و بن رابرتس ایجاد شده‌است. این آلبوم در ۱ نوامبر ۲۰۱۹ از طریق ریپابلیک رکوردز منتشر شد.